# Trine Boesen
Trine Boesen (født 23. februar 1972 i Silkeborg) er en dansk billedkunstner, uddannet på Det Jyske Kunstakademi i Aarhus og Det Kongelige Danske Kunstakademi i København, hvor hun blev Master of Fine Arts i 2002. Trine Boesen er samboende med udviklingskonsulent Jon Ulrik Busk Laursen med hvem hun har datteren Carla Busk Boesen, født 16/11 2008.
Trine Boesen maler, laver collager, installationer og videoværker i en surrealistisk stil. Magasinet Kunsten.nu har karakteriseret hendes stil således: “Hendes sammensatte univers er dog svært at placere i veldefinerede stil- og genrekategorier som ’psykedelisk kunst’, ’fantasymaleri’ eller ’realisme’, for der er islæt af dem alle i hendes kunst.  Som en første beskrivelse af Trine Boesens malerier vil man derfor bedre kunne kalde dem for hybrider.”
Hun har bl.a. lavet udsmykning til Vestre Landsret og Roskilde Universitet. Hendes værk Night Vision fra 2014 blev gættet i DR’s Kunstquiz.
Siden 2007 har hun været repræsenteret af Gallerie MøllerWit, Bredgade 67 i København.  

## Udvalgte separatudstillinger
- 2019 Into Dimension, Rønnebæksholm (Næstved)
- 2018 Into Dimension, Viborg Kunsthal
- 2018 One Work, Trapholt
- 2017 Memory Foam, Galleri KANT (København)
- 2016 Hullet i Rummet, Nikolaj Kunsthal
- 2016 Spiralen, KUNSTEN TO GO, Smukfest (Skanderborg)
- 2015, Hullet i Muren, Sanseudstilling, Brandts (Odense)
- 2014, New Resort, Trapholt
- 2011, House of Odd, Galerie MøllerWitt (Aarhus)
- 2009, World without End, Vejle Kunstmuseum
- 2007, Strange Days, Vane Contemporary Art (Newcastle)
- 2006, Sahst du nach dem Gewitteregen den Weld?!?! Galleri Fiebach & Minninger (Köln)
- 2005, Hej Society, Aarhus Kunstbygning
- 2004, Solitude Standing in the Urban Jungle, Galleri Fiebach & Minninger (Köln)
- 2003, Watching You, I-20 Gallery (New York City)
- 2002, Malerei, Galleri Enja Wonneberger (Kiel)

## Gruppeudstillinger
- 2019, Taletid, Rønnebæksholm (Næstved)
- 2017, Op til 18, Galerie MøllerWitt (Aarhus)
- 2017, ONE SIZE FITS ALL, Format Artspace (København)
- 2016, 50 x 50 x 50, Kastrupgårdsamlingen
- 2014, 1000 Timer, Trapholt
- 2014, Kunsten besøger Brandts
- 2014, Drømmeland. Kunsten (Aalborg)
- 2013, POWERKVINDER – når kunsten flytter grænser, Vejle Kunstmuseum
- 2013, Zeigen, Nikolaj Kunsthal
- 2013, Fantastiske rum, Maskinfabrikken (Køge)
- 2011, Psych-out, Holstebro Kunstmuseum
- 2010, Things that matter a lot, Gallery Christoffer Egelund (København)
- 2009, Til vægs. Kunsthal Charlottenborg
- 2009, Edition Copenhagen Retrospektiv, Den Frie Udstillingsbygning
- 2008, Art Brussels (Bruxelles)
- 2008, Botanisk forvandling, Vejle Kunstmuseum
- 2007, Match Race, Nordjyllands Kunstmuseum (Aalborg)
- 2007, Salon, Lauritz Kunsthal (København)
- 2007, Girlpower&Boyhood, Sølvberget. Continued (Stavanger)
- 2007, Mogadishni at Artnews Projects (Berlin)
- 2007, Ordinary Fantastic, Milliken Gallery (Stockholm)
- 2007, Liste07, Basel, MOGADISHNI
- 2007, From Denmark to Berlin. Art News Project (Berlin)
- 2006, Maleri uden grænser, Esbjerg Kunstmuseum
- 2006, Malerhjerne!. Arken
- 2006, Maleriets 11 hjørner. Sophienholm
- 2006, Fiction@love-ultra new Contemporary Art. Museum of Contemporary Art/Shanghai and 18 Creative Center /Singapore.
- 2005, Danske Drømme, Transit Artspace (Stavanger)
- 2005, Wonderland, It’s Beautiful, Kunsthaus Baselland
- 2005, Fresh start, Santa Monica Studios (Los Angeles)
- 2004, Freeze. Argenzia 04 (Bologna)
- 2004, Modlys og andre overvindelige forhindringer, Bornholms Kunsthal
- 2003, Double life. Gallery 404 (Napoli)
- 2002, Private view, Gallery Fiebach & Minninger (Köln)
- 2002, ABSHCIEDSKONZERT, Gallery Tom Christoffersen (København)
- 2002, EXIT. Kunstforeningen Gl. Strand
- 2000, Konnektor, Phefferberg (Berlin)

## Indkøbt til flg. museer og organisationer
- ARoS Aarhus Kunstmuseum
- Kastrupgårdsamlingen
- Kunstmuseet Trapholt
- Ny Carlsbergfondet
- Vejle Kunstmuseum
- Kunsten, Aalborg
- Stadtmuseum Düsseldorf
- Lundbeckfonden
- Saxobank
- Rockwool
- Novo Nordisk
- Frederick R. Weisman Art Foundation
- Michael Nachmann Collection

## Legater, udvalgte
- 2019, Statens Kunstfond
- 2018, Statens Kunstfond
- 2018, Oticon Fonden
- 2018, Toyota Fonden
- 2018, Knud Højgaard fond
- 2017, Statens Kunstfond
- 2014, Statens Kunstfond
- 2014, Ny Carlsbergfonden
- 2013, Statens Kunstfond
- 2013, Aage og Yelva Nimbs Foundation
- 2013, Beckett-Fonden
- 2011, Statens Kunstfond
- 2007, Statens Kunstfond
- 2006, Statens Kunstfond
- 2006, Hielmstierne Rosenkronerske stiftelsen
- 2005, Statens Kunstfond
- 2005, Ragnvald & Ida Blix foundation
- 2004, Statens Kunstfond
- 2003, Statens Kunstfond
- 2002, Frøken Marie Månsons Foundation

## Udgivelser
- Into Dimension, Trine Ross, Udgivet af Viborg Kunsthal og Rønnebæksholm, 2019
- From Surface to Space. Anne Ring Petersen og Anna Krogh, Udgivet af Trine Boesen, 2015
- Paintings. Uta Grosenick og Kirse Junge–Stevnsborg. Udgivet af Trine Boesen, 2006